# Dichocrocis bilinealis
Dichocrocis bilinealis là một loài bướm đêm trong họ Crambidae.